# Nguyễn Văn Đáng
Nguyễn Văn Đáng (sinh ngày 02 tháng 10 năm 2004 ) là một vận động viên Taekwondo Việt Nam. Anh là thành viên đội tuyển Taekwondo Hồ Chí Minh, với thành tích (liên tiếp) 1 huy chương vàng, 1 huy chương bạc Giải Vô địch taekwondo châu Á 2017, 1 huy chương đồng Giải Vô địch taekwondo Đông Nam Á 2019, 2 huy chương bạc Giải Vô địch taekwondo châu Á mở rộng 2020.

## Tiểu sử
Nguyễn Văn Đáng bắt đầu học taekwondo từ năm lớp 1, năm học lớp 6 Đáng đã đạt được huy chương vàng đầu tiên trong Giải trẻ toàn quốc 2016 được tổ chức tại Quảng Ninh. Kể từ đó, Đáng bắt đầu chinh phục nhiều giải thưởng và đặc biệt là các giải đấu quốc tế.

## Sự Nghiệp
1 huy chương vàng, 1 huy chương bạc Giải Vô địch taekwondo châu Á năm 2017, 1 huy chương đồng Giải Vô địch taekwondo Đông Nam Á năm 2019, 2 huy chương bạc Giải Vô địch taekwondo châu Á mở rộng năm 2020 và huy chương vàng Giải Vô địch taekwondo toàn quốc 6 năm liên tiếp (2017-2022). 

## Thành tích nổi bật

### Thể thao
| Năm  | Giải đấu                          | Nơi diễn ra | Thành tích      | Nguồn |
| ---- | --------------------------------- | ----------- | --------------- | ----- |
| 2017 | Giải Vô địch taekwondo châu Á     |             | Huy chương vàng | [ 1 ] |
| 2017 | Giải Vô địch taekwondo châu Á     |             | Huy chương bạc  | [ 1 ] |
| 2017 | Giải Vô địch taekwondo toàn quốc  |             | Huy chương vàng | [ 1 ] |
| 2018 | Giải Vô địch taekwondo toàn quốc  |             | Huy chương vàng | [ 1 ] |
| 2019 | Giải Vô địch taekwondo Đông Nam Á |             | Huy chương đồng | [ 1 ] |
| 2019 | Giải Vô địch taekwondo toàn quốc  |             | Huy chương vàng | [ 1 ] |
| 2020 | Giải Taekwondo vô địch Châu Á     |             | Huy chương bạc  | [ 1 ] |
| 2020 | Giải Taekwondo vô địch Châu Á     |             | Huy chương bạc  | [ 1 ] |
| 2020 | Giải Vô địch taekwondo toàn quốc  |             | Huy chương vàng | [ 1 ] |
| 2021 | Giải Vô địch taekwondo toàn quốc  |             | Huy chương vàng | [ 1 ] |
| 2022 | Giải Vô địch taekwondo toàn quốc  |             | Huy chương vàng | [ 1 ] |